# جايهيون
جونغ يون أوه (هانغل: 정윤오) المعروف باسمه الفني جايهيون وُلد في 14 فبراير عام 1997، وهو ممثل ومغني رئيسي وراقص أساسي ورابر فرعي في الفرقة الكورية الجنوبية(انسيتي 127 وانسيتي يو)  منذ 4 أبريل عام 2016.
وُلد جايهيون في سول ومن ثم عاش في ولاية كونيتيكت (الولايات المتحدة) لمده 4-5 سنوات.